# St. Jakobus der Ältere (Inkofen)

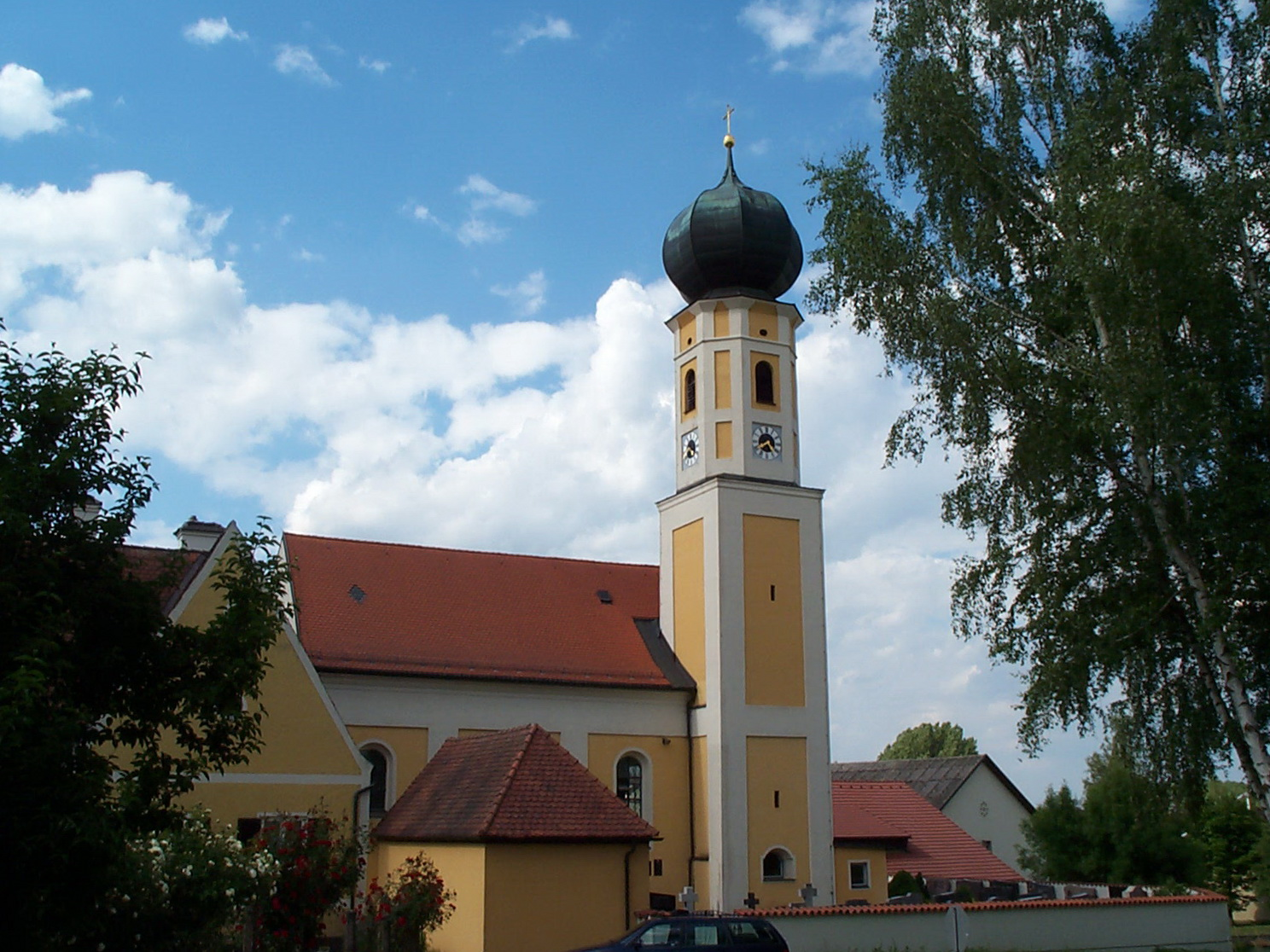
St. Jakobus der Ältere (Inkofen)

Die römisch-katholische, denkmalgeschützte Pfarrkirche St. Jakobus der Ältere steht in Inkofen, einem Gemeindeteil des Marktes Schierling im Landkreis Regensburg der Oberpfalz. Sie ist dem Bistum Regensburg zugeordnet. Das Bauwerk ist unter der Denkmalnummer D-3-75-196-30 als Baudenkmal in die Bayerische Denkmalliste eingetragen.

## Beschreibung
Die Saalkirche wurde anstelle der alten Schlosskirche des Schlosses Inkofen zwischen 1719 und 1723 erbaut. Sie besteht aus einem Langhaus aus drei Jochen, einem eingezogenen, halbrund geschlossenen Chor aus einem Joch im Nordosten und einem Chorflankenturm auf quadratischem Grundriss an dessen Südwand. Die oberen Geschosse des Chorflankenturms sind achteckig, sie beherbergen die Turmuhr und darüber den Glockenstuhl. Darauf sitzt eine Zwiebelhaube. 
Der Innenraum des Langhauses ist mit einer Decke mit Hohlkehle überspannt, der des Chors mit einer flachen Kuppel. Am Chorbogen befindet sich eine Marienbildnis aus dem frühen 18. Jahrhundert. Auf der Deckenmalerei im Langhaus ist der Apostel Petrus dargestellt, auf der im Chor die Krönung Mariens. Zur Kirchenausstattung gehört ein um 1730 gebauter Hochaltar, der von je drei Säulen flankiert wird. Auf seinem Altarretabel ist die Himmelfahrt Mariens dargestellt. Die Orgel mit 8 Registern auf einem Manual und Pedal wurde 1966 von Michael Weise errichtet.